# Bernardo Bandini Baroncelli

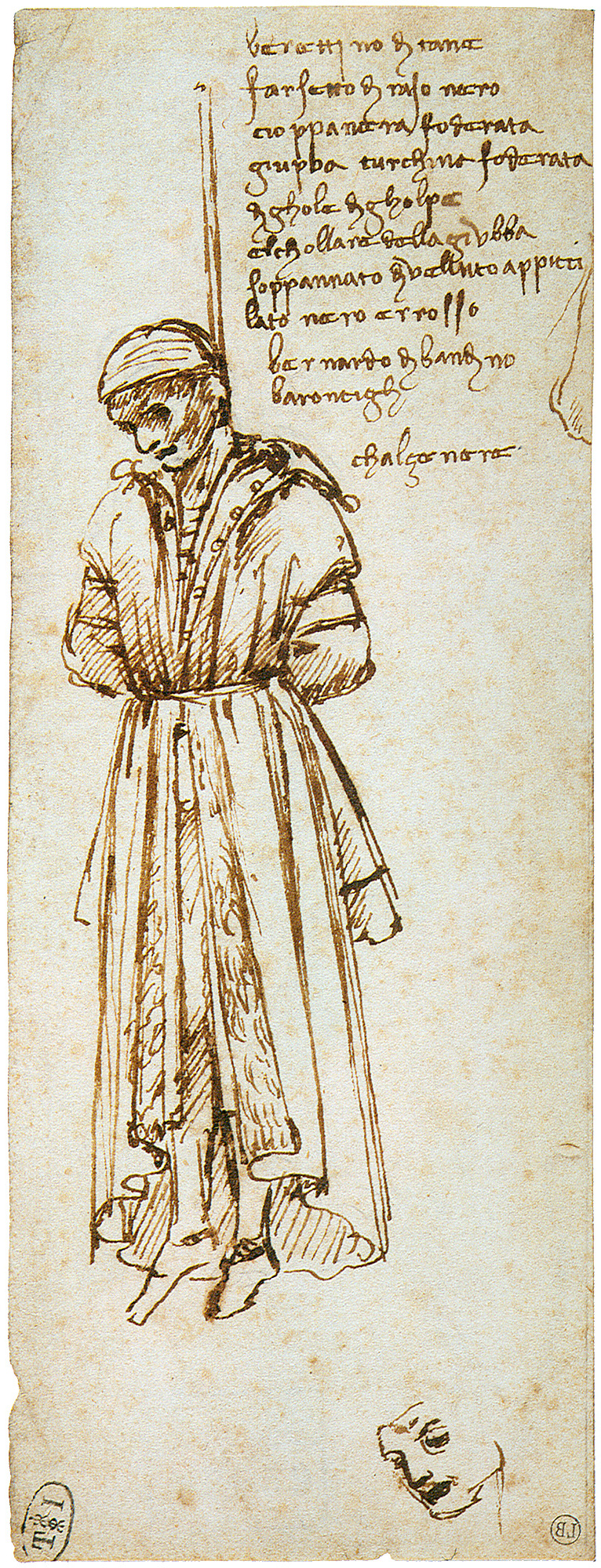
Disegno del cadavere di Bernardo Bandini, Leonardo da Vinci (1479), il quale assistette all'impiccagione.

Stemma Bandini

Bernardo Bandini Baroncelli (Firenze, 15 gennaio 1420 – Firenze, 29 dicembre 1479) è stato un mercante italiano, noto per aver avuto un ruolo fondamentale nella Congiura dei Pazzi.

## Biografia
È stato l'assassino di Giuliano de' Medici, fratello minore di Lorenzo il Magnifico, ucciso il 26 aprile 1478. Bandini fu uno degli artefici della famosa Congiura dei Pazzi. Poco prima dell’attentato, consumatosi nella cattedrale di Santa Maria del Fiore a Firenze, i congiurati si erano accorti della mancanza di Giuliano, che era rimasto a casa per un malessere. Bernardo Bandini Baroncelli, insieme a Francesco de' Pazzi, si era allora recato al palazzo dei Medici per prendere Giuliano. Durante il percorso verso Santa Maria del Fiore continuava ad abbracciarlo fingendo una grande amicizia solamente per controllare se fosse armato di pugnale e munito di armatura, che, nella fretta di prepararsi, non aveva portato con sé. Bandini sferrò la prima pugnalata al fratello minore di Lorenzo, e, con Francesco Pazzi, terminò il suo compito portando il giovane alla morte.
Venne arrestato a Costantinopoli nei primi mesi del 1479. Fu portato a Firenze dove arrivò il 23 dicembre 1479 e impiccato il 29 dicembre nel palazzo del Bargello con ancora indosso il costume turco (alla turchesca) da fuggiasco.
Bernardo Bandini è stato uno dei tanti padroni della stirpe dei Bandini ad abitare nella Villa del Bandino del borgo del Bandino a Firenze, dalla cui famiglia il luogo mutuò la denominazione.

## Bernardo Bandini Baroncelli nella cultura di massa
Il personaggio di Bernardo Bandini Baroncelli compare come bersaglio di Ezio Auditore, da cui viene ucciso, nel videogioco Assassin's Creed II.